# Igor Tjumak
Igor Vladimirovitj Tjumak (ryska: Игорь Владимирович Чумак), född 1 april 1964 i Vladivostok i dåvarande Sovjetunionen, är en rysk före detta handbollsmålvakt.
Han var med och tog guld med Sovjetunionens landslag vid OS 1988 i Seoul och med OSS vid OS 1992 i Barcelona.